# Depresión del Balsas
La Depresión del Balsas o Cuenca del Río Balsas es una amplia región de tierras bajas que están situadas entre el Eje Neovolcánico y la Sierra Madre del Sur. Dicha depresión ocupa importantes porciones de los estados de Jalisco, Michoacán, Estado de México, Guerrero, Morelos, Tlaxcala, Oaxaca y Puebla. El rango de altitud más bajo oscila entre los 300 y los 600 m s. n. m.

## Localización
La cuenca del río Balsas o Depresión del Balsas comprende el 6 por ciento de la masa continental del territorio mexicano y abarca porciones de varias regiones económicas del Pacífico centro-occidente y centro-sur de la República, entre los paralelos 17° 00'  y 20° 00' de latitud Norte y los meridianos 97° 30' y 103° 15' de longitud Oeste de Greenwich, a través de ocho estados de la república: Morelos (100%) la totalidad de este estado con sus 36 municipios está inmerso en la Depresión del Balsas, Puebla (55%), Estado de México (36%), Guerrero (63%), Michoacán (62%).
Los otros estados que se encuentran en la Depresión del Balsas son las porciones de Oaxaca, Jalisco, Veracruz, Ciudad de México y Tlaxcala. En el caso de la Ciudad de México, debido a que casi no está presente en la Depresión del Balsas está comprendido en su totalidad dentro de la región Valle de Anáhuac, o bien, Valle de México, que a su vez forma parte de la Cuenca del Pánuco y Tlaxcala está mayormente comprendido y representado dentro de la región valle de Puebla-Tlaxcala y aunque la Cuenca del Balsas comienza en este valle, debido a que es una zona de tierras altas, no se considera parte de la depresión.

## Fisiografía
La depresión del río Balsas se encuentra delimitada por dos provincias fisiográficas o morfotectónicas : la Faja volcánica transmexicana (eje neovolcanico) al norte y La Sierra Madre del Sur al sur; y una subprovincia geológica: la Sierra Norte de Oaxaca al oriente. Un 67.8% de la superficie de la depresión se encuentra dentro de la provincia de la Sierra Madre del Sur y el 32.2% restante se encuentra en el territorio cubierto por la Faja volcánica transmexicana
La génesis y evolución de estas morfoestructuras dieron lugar a la amplia variedad de características fisiográficas, geológicas, topográficas y climáticas que hoy integran la cuenca del río Balsas. 
Las formaciones de la Faja volcánica transmexicana, integradas predominantemente por calizas, esquistos y areniscas del Cretácico inferior, estuvieron sujetas a levantamientos por plegamientos y a grandes fracturas por donde se colaron materiales ígneos, que a fines del Mesozoico y principios del Cenozoico, cubrieron una ancha faja modificando profundamente el relieve. Esta inmensa estructura fisiográfica presenta una gran continuidad orográfica, puertos muy elevados y parteaguas ininterrumpidos, lo que terminó por convertirla en un límite climático y biogeográfico para la flora y la fauna de México.

## Vegetación
Las interrelaciones entre vegetación y flujos en una cuenca hidrológica son complejas. La intercepción, la evapotranspiración, la retención y los movimientos del agua en el suelo, así como  patrones de acumulación y mezcla son enteramente dependientes de la cubierta vegetal. El caso más dramático que permite valorar la importancia de la vegetación en la hidrología de una cuenca es el cambio en el régimen de flujos derivado de la deforestación.
Enmarcada entre las provincias florísticas de las sierras meridionales, de acuerdo con la clasificación de Rzedowszki, la depresión del río Balsas, especialmente en sus flancos de la Sierra Madre del Sur, ha sido considerada florísticamente como una de las regiones más ricas del mundo. Se caracteriza por su alto número de endemismos y es el área de mayor concentración de especies del género Bursera dentro del territorio mexicano. De este género americano se han identificado cerca de 70 especies, de las cuales 51 se encuentran en México; de éstas, unas 34 habitan en las diversas regiones del río Balsas, siendo 21 exclusivas de esta zona.
Los declives altos de los bordes septentrionales de la depresión integran una galería de pisos altitudinales de asociaciones vegetales que cubren desde especies características de la tundra volcánica de nieves perpetuas y matorrales, entre los 5000 y los 4000 m s. n. m., hasta grandes extensiones de pinares y bosques de oyameles (entre los 4000 y los 3000 m s. n. m.) y encinares con madroños y bosques mesófilos de montaña (entre los 3000 y 1800 m s. n. m.). 
Los cerros, barrancas y llanos de la depresión están cubiertos, desde los 1800 a los 800 m s. n. m., por encinares, palmares y cuajilotales. Matorrales espinosos, cactáceas columnares y candelabriformes, consti-tuyen las asociaciones vegetales características de los cerros de las zonas áridas, entre los 200 y los 1500 m s. n. m. 
La cubierta vegetal del delta la conforma una vegetación secundaria que presenta manchones o relictos de antiguas comunidades vegetales primarias. Las intensas modificaciones a las que la han sometido las actividades humanas, especialmente a partir del desarrollo portuario industrial, del impulso de la ganadería y del cultivo de frutales, han alterado sustancialmente la estructura, la fisonomía y la composición florística de la vegetación primaria, hasta el punto de volverla irreconocible.
Aunque es posible observar hacia el este, el sector oriental del delta, verdaderos relictos de antiguas selvas medianas subcaducifolias y de selvas bajas caducifolias, lo que prevalece es una vegetación secundaria consti-tuida por pastizales y matorrales, que alternan con elementos propios de selvas bajas, como Juliana adstringens, Heliocarpus sp., Cochlospermum sp. y Laucena sp., Gliricidia sepium, Guazunma ulmifolia y Bursera simaruba. Hacia el oeste, el sector occidental del delta se prolonga hacia la planicie de Lázaro Cárdenas, que tiene una extensión aproximada de 165 km², integrada por lomeríos, cerros y llanuras. Sus planos arenosos, frente al litoral, corresponden a zonas inundables y esteros. Al inicio de la planicie se encuentra el estero denominado El Manglito. Hacia el noroeste se localizan otros más entre los que sobresalen el de El Caimán o Santa Ana, El Piche y Playa Azul. Playas, esteros y desembocaduras de ríos y arroyos se suceden hasta el paraje Las Peñas, donde culmina la planicie.